# Stångby
Stångby ist eine Ortschaft (tätort) in der südschwedischen Provinz Skåne län und der historischen Provinz Schonen.
Der Vorort von Lund liegt an der Bahnlinie (Södra stambanan) des Pågatåg nach Malmö und Höör. Ein Großteil der Einwohner pendelt nach Lund und Malmö.